# Iglesia de San Miguel (Montadó)
Sant Miquel de Montadó es otra iglesia, además de la parroquial de Santa Ana de Montadó, situada en el pueblo de Montadó, del antiguo término de Benavent de la Conca, integrado actualmente en el de Isona y Conca Dellá.
Sólo se conservan unas hileras y unos montones de piedras, que apenas permiten adivinar el perímetro.
No se conoce documentación suficiente para aportar datos. De todos modos, por su advocación a San Miguel, parece asociada a una construcción defensiva, quizás situada en este lugar. Podría tratarse del origen de la parroquia, más adelante, y en otra iglesia, dedicada a Santa Ana, como se ha indicado anteriormente (la devoción a Santa Ana es bastante más moderna que la de San Miguel).